# Васелга (деревня)
Васелга (баш. Васйылға) — деревня в Белокатайском районе Республики Башкортостан Российской Федерации. Входит в состав Майгазинского сельсовета.
С 2005 современный статус.

## География

### Географическое положение
Васелга находится при одноименной р. Вас-Елга.
Расстояние до:
- районного центра (Новобелокатай): 30 км,
- центра сельсовета (Майгаза): 12 км,
- ближайшей ж/д станции (Ункурда): 68 км.

## История
Точная дата основания неизвестна. А. 3. Асфандияров предположил — начало 1880-х(Асфандияров А. 3.
История сел и деревень Башкортостана и сопредельных территорий. Уфа: Китап, 2009. — 744 с. ISBN 978-5-295-04683-4).
К 1917 году Васелга и безымянный хутор при нём входили в Старо-Белокатайская волость, Златоустовский уезд (История административно-территориального деления Республики Башкортостан (1708—2001). Сборник документов и материалов / отв.: Хисматуллин А. А.. — Уфа: Китап, 2003. — 536 с. — ISBN 5-295-03286-8..С.525).
Статус деревня, сельского населённого пункта, посёлок получил согласно Закону Республики Башкортостан от 20 июля 2005 года N 211-з «О внесении изменений в административно-территориальное устройство Республики Башкортостан в связи с образованием, объединением, упразднением и изменением статуса населенных пунктов, переносом административных центров», ст.1:

6. Изменить статус следующих населенных пунктов, установив тип поселения — деревня:
9) в Белокатайском районе:…
 
а) поселка Васелга Майгазинского сельсовета

## Население
| 2002 | 2009 | 2010 |
| ---- | ---- | ---- |
| 285  | ↘226 | ↘178 |

В 1895 г. в посёлке в 37 дворах проживало 140 человек, в 1905 — 46 дворов и 280 жителей. В 1920 — 55 дворов и 333 проживающих (Асфандияров А. 3.
История сел и деревень Башкортостана и сопредельных территорий. Уфа: Китап, 2009. — 744 с. ISBN 978-5-295-04683-4).
Согласно переписи 2002 года, преобладающие национальности — башкиры (43 %), русские (37 %).